# دايو أوجيكوبو
دايو أوجيكوبو (باليابانية: 扇久保博正؛ مواليد 1 أبريل 1987) هو مُقاتل فنون قتالية مختلطة ياباني.

## وصلات خارجية
- دايو أوجيكوبو على موقع شيردوغ (الإنجليزية)
- دايو أوجيكوبو على موقع IMDb (الإنجليزية)